# Hellbrauner Zwergkäfer
Der Hellbraune Zwergkäfer (Oligella foveolata) ist ein Käfer aus der Familie der Zwergkäfer (Ptiliidae). 

## Merkmale
Die Käfer erreichen eine Körperlänge von 0,5 bis 0,6 Millimetern. Ihr länglicher Körper hat nahezu parallele Seiten, ist sehr fein punktförmig strukturiert und staubartig behaart. Er ist gelblichbraun und glänzt nur schwach. Der Kopf ist verhältnismäßig groß und nur geringfügig kleiner als der Halsschild. Dieser ist quer zur Basis verengt und hinten leicht ausgeschweift. Die Spitzen der Deckflügel sind hell gelblich durchscheinend. Letztere sind nur geringfügig breiter als der Halsschild, länglich und weitgehend parallel. Sie laufen hinten stumpf und breit abgerundet zu. Fühler und Beine sind blassgelb. 

## Vorkommen und Lebensweise
Die Art kommt in Nord- und Mitteleuropa und im Kaukasus vor. Nördlich ist die Art bis Zentralschweden, den Süden Finnlands und den Norden Russlands bekannt, im Süden ist die Verbreitungsgrenze in Südfrankreich, Norditalien und der Slowakei. Die Art ist in Mitteleuropa nicht selten und kommt im Osten häufiger vor, als im Westen. Die Tiere leben unter faulenden Pflanzenmaterial, insbesondere in halbtrockenem Strohmist, in Komposthaufen und Mist, aber auch in feuchtem Laub. 